# Kerze (Heraldik)

In Blau eine silberne brennende Kerze

Die Kerze ist in der Heraldik eine Wappenfigur, die oft als Symbol und für redende Wappen steht. Dargestellt wird diese Lichtquelle fast immer in Gold oder Silber, andere Tinkturen sind möglich, mit brennender Flamme am Docht. 
Als redende Figur ist sie im Schild vom bayrischen Lichtenfels und im alten Berliner Lichterfelde-Wappen. Hier wird die Kerze mit dem Begriff Licht gleichgesetzt.
Die Kerze wird oft mit dem Kerzenhalter dargestellt. Auch gekreuzte Kerzen kommen im Wappen vor. Die Kerze kann auch, wie andere Wappenfiguren, im Oberwappen sein. Symbolkraft hat sie als abgebrochene Kerze  mit erloschener Flamme. Hier sollen der Tod und eine erloschene genealogische Linie angezeigt werden. Beispiel ist das Grabmal des Grafen Heinrich von Pisnitz.

## Beispiele

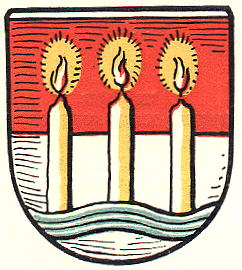
Berlin-Lichterfelde
Iisalmi (altes Wappen)
Lichtenfels (redend: Lichter auf einem Felsen)
Kerzers, ebenfalls redend
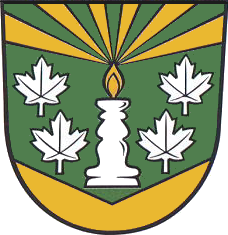
wie auch in Lichte

Neundorf bei Coburg
Blasius mit Kerzen (Zella-Mehlis)
gekreuzte Kerzen (Blodelsheim, dort Kirche Saint-Blaise)
Niederweiler (Eifel) mit gleicher Intention
Schwetz an der Weichsel, flankiert von Mondsicheln